# Ля-Десірад
Ля-Десірад (фр. La Désirade) — острів у Франції, в заморському департаменті Гваделупа. Адміністративно належить до муніципалітету Ла-Дезірад.
Населення — 1583 осіб (2009)
Головне поселення острова — крихітне село Бьюсежур, що має колоритну мініатюрну церкву, кілька мальовничих дерев'яних будівель і цвинтар з прикрашеними черепашками могилами.
Більшість населення сповідує християнство — католиків близько 95 %, протестантів — до 1 %, також тут проживають індуїсти (0,5 %) і представники інших конфесій.
Острів Дезірад розташований у Атлантичному океані, 10 км на схід від мису Пуент-де-Шато. Довгий і вузький острів витягнутий з південного заходу на північний схід, це найбільш безплідне і скелясте місце з усіх зовнішніх островів Гваделупи.
Його берега настільки дикі, що туристи почувають себе тут наче моряки після корабельної аварії. Але саме це і робить острів популярним у певного кола туристів. У той час як скелясте північне узбережжя практично недоступно, південна частина острова має декілька непоганих пляжів. Найкращі пляжі Дезірад — двокілометровий Ла-Суфлер і обрамлений пальмами Бе-Мао за декілька кілометрів на схід Бьюсежур.
В наші дні острів'яни займаються, в основному рибальством, суднобудуванням та сільським господарством.